# Edizioni Dehoniane Bologna
Edizioni Dehoniane Bologna − katolicki dom wydawniczy prowadzony przez zgromadzenie sercanów.
Wydawnictwo publikuje książki i czasopisma. Jedna z ważniejszych publikacji EDB to Enchiridion Vaticanum, który w 23 tomach zawiera dokumenty wydane przez Stolicę Apostolską od roku 1962 po czasy obecne. Zakonnicy wydają 18 periodyków, m.in. „Il Regno”, założone w 1956. EDB jest również wydawcą włoskiej wersji Biblii jerozolimskiej (wł. Bibbia di Gerusalemme).